# Jozo Dumandžić
Jozo Dumandžić (ur. 11 marca 1900 w Klobuku, zm. 9 września 1977 w Buenos Aires) – chorwacki i jugosłowiański polityk i prawnik.

## Życiorys
W 1925 roku uzyskał w Zagrzebiu stopień naukowy doktora prawa. Na początku lat 30. pracował w kancelarii adwokackiej w Gospiciu należącej do Andriji Artukovicia.
W 1932 roku wstąpił do ruchu ustaszy. Był jednym z organizatorów powstania w Welebicie. Został skazany na pozbawienie wolności. W latach 1933–1941 prowadził kancelarię prawną w Zagrzebiu. Był jednym z przywódców ustaszy, współpracując ze Slavkiem Kvaternikiem. W kwietniu 1941 roku przez kilka dni był burmistrzem Zagrzebia. W rządach NDH jako minister sprawował opiekę m.in. nad sprawiedliwością, łącznością i robotami publicznymi. W maju 1945 roku opuścił Zagrzeb. Znalazł się w obozie jenieckim w austriackim Spittal an der Drau. W 1947 roku uciekł do Argentyny i działał w kręgu chorwackiej emigracji skupiającej się wokół Ante Pavelicia.